# Вплив пандемії COVID-19 на роздрібну торгівлю
Пандемія коронавірусної хвороби 2019 завдала економічних збитків індустрії роздрібної торгівлі в усьому світі, оскільки багато роздрібних магазинів і торгових центрів були змушені закритися на кілька місяців внаслідок запровадження домашнього карантину. Унаслідок закриття продажі онлайн-магазинів значно зросли, оскільки клієнти шукали альтернативні способи робити покупки, а наслідки занепаду роздрібної торгівлі посилилися. Кілька відомих торгових мереж подали заяви про банкрутство, зокрема «Ascena Retail Group», «Debenhams», «Arcadia Group», «Brooks Brothers», «GNC», «JC Penney», «Lord & Taylor» і «Neiman Marcus». Основні торгові мережі, які не пережили пандемію, включають універмаг «Century 21», «Lord & Taylor» і «Fry's Electronics».

## Африка

### ПАР
- Інтернет-магазин «Amazon» повідомив, що додасть 3 тисяч робочих місць для обслуговування клієнтів у Південній Африці, щоб відреагувати на підвищений попит у Північній Америці та Європі на продукти Amazon.[2]
- Внаслідок COVID-19 заборонено продаж тютюну та алкоголю в рамках карантинних обмежень.[3]
- Компанія «Edcon» виставила свої роздрібні бренди «Edgars», «Jet» і «Thank U» на аукціон, і припинила платити орендну плату за свої торгові точки після карантину внаслідок обмеження продажів через карантинні обмеження.[4]
- 3 серпня 2020 року південноафриканський супермаркет «Shoprite» оголосив, що продасть «усю або мажоритарну частку» своїх операцій у Нігерії в умовах погіршення економічної ситуації.[5]

## Америка

### Канада
- Протягом квітня 2020 року роздрібні продажі в Канаді впали на 26,4 % з рекордним падінням два місяці поспіль.[6]
- 31 липня 2020 року канадська дочірня компанія «Chico» оголосила про банкрутство.[7]
- У липні 2020 року компанія «DavidsTea» оголосила про закриття кількох магазинів внаслідок пандемії.[8]

### США
У Сполучених Штатах Америки велика кількість торгових мереж закривалися внаслідок пандемії та наступної рецесії. За даними CNBC станом на 3 серпня 2020 року 43 роздрібні торгові мережі в США подали заяви про банкрутство.

#### Березень 2020 року
- За кілька тижнів до карантину панічні покупки таких товарів, як дезінфікуючий засіб для рук, туалетний папір і консерви, призвела до дефіциту цих товарів по всій країні.[10][11]
- Американська компанія «Apple Inc.» оголосила, що 14 березня тимчасово закриє всі магазини в усьому світі за межами Китаю.[12] У той же день «Urban Outfitters», «Verizon» і «T-Mobile» також оголосили про свої наміри тимчасово закрити магазини.[13]
- Найбільший роздрібний продавець США компанія «Walmart» значно скоротила години роботи по всій країні. Відома своєю цілодобовою роботою магазинів, компанія спочатку оголосила, що магазини будуть відкриті з 6 ранку до 23 вечора 14 березня. Однак 19 березня «Walmart» оголосив, що магазини будуть відкриті з 7 ранку до 20:30 до подальшого. повідомлення про надання працівникам часу для прибирання та зберігання продуктів.[14][15]
- «Westfield Group» 19 березня 2020 року оголосила про тимчасове закриття всіх 32 торгових центрів, за винятком магазинів товарів першої необхідності.[16]
- Генеральний директор мережі «Kroger» Родні Макмаллен оголосив, що через підвищений попит на товари першої необхідності під час епідемії в їх магазинах було відкрито 10 тисяч вакансій.[17]
- Торгово-розважальний комплекс «American Dream» зіткнувся з низкою невдач через пандемію. Спочатку заплановане на 19 березня урочисте відкриття комплексу було відкладено на невизначений термін.[18] Роздрібна мережа GNC вийшла із проекту після пандемії, а інші роздрібні мережі, зокрема «The Children's Place», «Forever 21» і «Victoria's Secret», також, імовірно, змінили свої плани.[19] У червні підрядники торгового центру заявили, що їм заборгували 13 мільйонів доларів за неоплачену роботу.[20] Зрештою торговий центр відкрився 1 жовтня 2020 року.[21]
- Мережа продажу відеоігрової техніки «GameStop» отримала порцію критики за те, що її представники заявили, що вони є «життєво необхідним закладом» у штатах, де повинні залишатися відкритими лише роздрібні торговці товарів першої необхідності. 22 березня «Gamestop» закрила свої магазини після обурення співробітників.[22]
- У березні 2020 року мережа магазинів сувенірів і коштовностей «Hobby Lobby» залишила свої магазини відкритими, навіть після того, як багато роздрібних магазинів з товарами не першої необхідності закрилися. Повідомляється, що засновник сказав своїм співробітникам, що отримав послання від Бога, яке повідомило про його рішення залишити магазини відкритими.[23]
- 31 березня 2020 року мережа «Walmart» повідомила, що забезпечить своїх співробітників масками та рукавичками, а також вимірюватиме їм температуру перед змінами.[24]
- 31 березня 2020 року найбільший оператор торгових центрів у Сполучених Штатах «Simon Property Group» звільнив 30 % свого персоналу.[25]

#### Квітень 2020 року
- Незабаром після повідомлення компанії «Walmart» для співробітників, 2 квітня компанії «Lowe's» і «Target» оголосили, що також забезпечать маски та рукавички для своїх співробітників.[26]
- Агентство «Bloomberg News» повідомило, що майже 1 мільйон працівників роздрібної торгівлі були звільнені до 2 квітня.[27]
- 2 квітня компанію Macy's, Inc. було виключено з індексу S&P 500.[28]
- У квітні роздрібні продажі впали на 16,4 %, що стало рекордним падінням.[29]

#### Травень 2020 року
- Після скасування деяких карантинних обмежень у травні роздрібні продажі зросли на 17,7 %, що стало найбільшим місячним зростанням продажів за всю історію спостережень.[30]
- «J.Crew» була першою національною роздрібною мережею, яка подала заяву про банкрутство під час пандемії 4 травня 2020 року.[31]
- Після 60 років роботи торговий центр «Northgate Mall» у Даремі в штаті Північна Кароліна закрився 4 травня 2020 року, ставши першим торговим центром у Сполучених Штатах, який прямо назвав пандемію причиною закриття.[32][33]
- 5 травня компанія «Nordstrom» оголосила про намір закрити 16 закладів.[34] 28 травня компанія оголосила про зниження продажів на 40 % внаслідок пандемії.[35]
- 7 травня мережа розкішних універмагів «Neiman Marcus» подала заяву про банкрутство. Генеральний директор Джеффруа ван Ремдонк наполягав на тому, що магазини не будуть ліквідовані, але заявку було подано, щоб «полегшити борг, отримати додатковий капітал для ведення бізнесу в ці складні часи та створити сильнішу компанію зі здатністю краще обслуговувати вас і продовжувати наші трансформації в довгостроковій перспективі».[36]
- 118-річна мережа універмагів JC Penney подала заяву про банкрутство 15 травня, оскільки пандемія вдарила по торговій мережі, яка і без того переживала труднощі.[37][38]

#### Червень 2020 року
- 5 червня CNBC повідомило, що власник понад 100 торгових центрів CBL Properties, розташованих переважно на південному сході США, сумнівався в тому, що зможе продовжувати свою діяльність як підприємство з безперервним існуванням протягом тривалого часу, після того як їхні роздрібні орендарі пропустили платежі, через що компанія також пропустила свої платежі.[39] 17 липня агентство Bloomberg News повідомило, що «CBL Properties» готується подати заяву про банкрутство.[40]
- 9 червня дослідницька компанія роздрібної торгівлі «Coresight» підрахувала, що кількість закритих магазинів у Сполучених Штатах може сягнути 25 тисяч внаслідок пандемії та спричиненої нею рецесії, що значно перевищить рекорд попереднього року в 9302.[41][42]
- Станом на 16 червня повідомлялося, що власник торгового центру «Mall of America» «Triple Five Group» пропустив 3 послідовні платежі за іпотечним кредитом на суму 1,4 мільйона доларів США.[43]
- Два торгові центри закрилися 30 червня: «Metrocenter» у Фініксі в Аризоні і «Cascade Mall» у Берлінгтоні в штаті Вашингтон. Обидва власники центрів прямо назвали пандемію фактором, що сприяв закриттю.[44][45]
- Компанія з продажів товарів охорони здоров'я GNC про закриття про закриття «принаймні 800—1200 магазинів» після того, як 23 червня подала заяву про банкрутство.[46]
- Міністерство торгівлі США повідомило, що у червні роздрібні продажі зросли на 7,5 % внаслідок подальшого послаблення карантину.[47]
- 30 червня мережа магазинів «Old Time Pottery» подала заяву про банкрутство.[48]

#### Липень 2020 року
- 7 липня агентство «Bloomberg News» повідомило, що «Ascena Retail Group», материнська компанія «Ann Inc.», «Justice» та «Lane Bryant», подаватиме заяву про банкрутство.[49] 23 липня компанія подала заяву про банкрутство, і повідомила про плани закрити магазини, причому значну кількість закритих магазинів складали магазини торгової марки «Justice».
- Найстаріший роздрібний продавець чоловічих товарів у США «Brooks Brothers» 8 липня оголосив про банкрутство після багатьох років падіння продажів від переходу до більш повсякденного одягу на робочому місці, що посилилося внаслідок пандемії.[50] 23 липня мережі «Simon Property Group» і «Authentic Brands» зробили внесок у розмірі 3,5 мільйона доларів, щоб спробувати зберегти відкриті 125 магазинів.[51]
- 13 липня «RTW Retailwinds», материнська компанія New York & Company, оголосила про банкрутство з планами закрити більшість, якщо не всі магазини.[52]
- 14 липня PVH Corp, материнська компанія таких брендів, як Tommy Hilfiger, Calvin Klein та Izod, повідомила про закриття всіх 162 своїх роздрібних магазинів «Heritage Retail» і звільнення близько 450 співробітників.[53]
- Кілька торгових мереж, зокрема «Best Buy», «Walmart», «Target», «Kroger», «CVS Pharmacy» і «Walgreens», повідомили, що вимагатимуть від відвідувачів носити маски для обличчя під час покупок у своїх магазинах.[54][55]
- Національна федерація роздрібної торгівлі повідомила, що продажі товарів для шкіл можуть досягти рекордного рівня, оскільки батьки та учні купують дорожчі товари, такі як ноутбуки та іншу техніку, щоб підготуватися до дистанційного навчання.[56]
- 17 липня 21 генеральний директор компаній роздрібної торгівлі написав відкритий лист на CNN.com до губернаторів по всій країні, закликаючи до обов'язкового одягання масок у закладах торгівлі. Серед 21 генерального директора були генеральний директор «Ulta Beauty» Мері Діллон, генеральний директор «Gap Inc.» Соня Сингал, генеральний директор «JC Penney» Джилл Солтау, і генеральний директор «AutoZone» Білл Роудс.[57]
- Мережі «Walmart» і «Sam's Club» повідомили, що їх магазини не працюватимуть у День подяки у 2020 році, призупинивши роботу в ранні години Чорної п'ятниці, щоб дати своїм співробітникам більше часу провести зі своїми сім'ями під час пандемії.[58] Кілька інших роздрібних мереж також оголосили, що вони будуть закриті на День подяки в 2020 році, включаючи «Academy Sports + Outdoors», «Best Buy», «Costco», «Dick's Sporting Goods», «Hobby Lobby», «Home Depot», «Kohl's» і «Target».[59]

#### Серпень 2020 року
- Найстаріша мережа універмагів США «Lord & Taylor» 2 серпня подала заяву про банкрутство.[60] Пізніше того ж вечора материнська компанія «Men's Wearhouse» та «JoS. A. Bank» «Tailored Brands» також оголосила про банкрутство.[61]
- Було відкладено багато розпродажів до школи, або продажі були меншими, ніж у попередні роки, оскільки невизначеність після змін у навчальному році призвела до збільшення занепокоєння внаслідок купівлі непотрібних речей.[62][63]
- Мережа дискаунтних універмагів «Stein Mart» 12 серпня оголосила про банкрутство. До кінця жовтня 2020 року всі магазини мережі завершили процес ліквідації та були закриті.[64][65]

#### Вересень 2020 року
- 10 вересня мережа універмагів «Century 21» у Нью-Йорку оголосила про закриття всіх 13 магазинів.[66]

#### Жовтень 2020 року
- Дослідницька та консультативна фірма роздрібної торгівлі «Coresight Research» і програма винагороди за покупки «Shopkick» оголосили нову кампанію під назвою «10.10 Shopping Festival», щоб передбачити затримки доставки на святковий сезон, який тривав 9–12 жовтня.[67]

#### Листопад 2020 року
- Власники торгових центрів «CBL Properties» і «PREIT» подали заяву про банкрутство 1 листопада.[68]
- 5 листопада компанія «Sony» оголосила, що консоль PlayStation 5 буде продаватися онлайн лише в день її запуску (12 листопада в США) через побоювання щодо поширення коронавірусу.[69][70]
- 19 листопада Центри з контролю та профілактики захворювань у США класифікували «ходіння по магазинах у переповнених магазинах безпосередньо перед, у день або після Дня подяки» (як у звичайній традиції Чорної п'ятниці) як «діяльність підвищеного ризику».[71][72]
- Продажі в магазинах у Чорну п'ятницю впали більш ніж на 52 % порівняно з попереднім роком.[73]

#### Грудень 2020 року
- 27 грудня повідомлено, що мережа «Sears» закриє ще два магазини на Пуерто-Рико, один у «Las Catalinas Mall» у Кагуасі, а інший у «Plaza Carolina» в Кароліні.[74]

#### Січень 2021 року
- 14 січня компанія «Christopher & Banks» подала заяву про банкрутство. Через перереєстрацію всі її магазини закриються.[75]
- Компанія «Godiva Chocolatier» повідомила, що до березня закриє всі свої 128 магазинів у США. Компанія назвала зниження кількості покупців у магазинах, спричинене пандемією, як фактор, що сприяв прийняттю цього рішення.[76]
- Мережа універмагів «Belk», що базується в Північній Кароліні, оголосила, що 26 січня подасть заяву про банкрутство. Компанія має намір продовжувати «нормальну роботу» під час процесу банкрутства.[77]

#### Лютий 2021 року
- 24 лютого мережа «Fry's Electronics» повідомила, що закриває всі свої магазини по всій країні та припиняє роботу «через зміни в галузі роздрібної торгівлі та виклики, пов'язані з пандемією COVID-19».[78][79]

#### З березня 2021 року
- 13 грудня 2022 року мережа «Sears Hometown» подала заяву про банкрутство.[80] Пізніше стало відомо, що всі магазини «Sears Hometown», які залишилися, будуть ліквідовані та закриті назавжди. Причиною закриття названо пандемію COVID-19 і проблеми з ланцюгом поставок.[81]
- На початку 2023 року з'явилися чутки, що мережа «Party City» має намір подати заяву про банкрутство. «Party City Holdco Inc.» оголосила про банкрутство 17 січня 2023 року через низку факторів, зокрема пандемію та зміну поведінки споживачів.[82][83] Цей крок є частиною спроби реструктуризації та зменшення боргу компанії. Компанія залучила фінансування в розмірі 150 мільйонів доларів США, що дозволить їй підтримувати роботу магазинів і роботу. Цей крок допоможе компанії завершити «прискорену реструктуризацію» для зменшення боргу, яка має бути зроблена до другого кварталу 2023 року.
- 27 січня стало відомо, що мережа «Bed Bath & Beyond» назавжди закриває всі свої 52 магазини «Harmon».[84]

## Азія

### Китай
- 16 березня 2020 року було повідомлено, що роздрібні продажі в Китаї впали на 20,5 % після того, як країну охопила епідемія, відсоток, якого, за даними «Business Insider», не було з часів фінансової кризи 2007—2008 років.[85]
- Роздрібні продажі продовжували знижуватися на 2,8 % у травні 2020 року та на 1,8 % у червні порівняно з аналогічним періодом 2019 року.[86]

## Європа

### Велика Британія

#### Лютий 2020 року
- За кілька тижнів до карантину панічні покупки таких товарів, як антисептик для рук, туалетний папір, макарони, рис, борошно, цукор і консерви, призвела до дефіциту цих товарів по всій країні.
- Оскільки багато людей вважали дезінфікуючі засоби захистом від поширення хвороби, почали різко зростати продажі чистячих засобів, зокрема «Dettol».[87]
- До кінця лютого лондонський індекс акцій FTSE 100 пережив один із найгірших тижнів з часів фінансової кризи 2008 року, оскільки вартість британських компаній сукупно зменшилась на понад 200 мільярдів фунтів.[88]
- Незначна частина роздрібних торговців припустила, що кількість онлайн-замовлень з Китаю зменшилася через пандемію COVID-19.

#### Березень 2020 року
- У березні місячний обсяг роздрібних продажів різко впав на 5,1 %, у зв'язку з тим, що багато магазинів припинили роботу з 23 березня відповідно до офіційних вказівок уряду під час пандемії.[89]
- Компанія «Tesco» та інші роздрібні мережі розпочали запроваджувати обмеження на продаж товарів першої необхідності.[90]
- Роздрібні мережі повідомляли, що онлайн-сервіси та послуги «клацніть і заберіть» працюють на «повну потужність».[91]
- 13 березня британські спеціалісти з працевлаштування передбачили, що від пандемії найбільше постраждає роздрібна торгівля та індустрія гостинності.[92]
- Крах компанії «Laura Ashley» став першим банкрутством компанії під час пандемії у Британії, та призвів до втрати 2700 робочих місць.[93]
- Будинок моди «Burberry» повідомив про скорочення 500 робочих місць у всьому світі після падіння продажів на 45 % протягом першого кварталу 2020 року.[94]
- 30 березня компанії «Carluccio's» і «BrightHouse» перейшли під зовнішнє управління.[95]
- 31 березня компанії «Aldi», «Morrisons», «Waitrose» і «Asda» почали послаблювати обмеження на деякі зі своїх товарів, які були запроваджені внаслідок накопичення їх запасів на початку місяця.[96]

#### Квітень 2020 року
- Обсяг роздрібних продажів впав на рекордні 18,1 %, після сильного місячного падіння на 5,2 % у березні 2020 року.[97]
- У квітні 2020 року частка покупок, проведених в Інтернеті, зросла до найвищого за всю історію спостережень і склала 30,7 %, порівняно з 19,1 % у квітні 2019 року.[97]
- Усі 60 магазинів компанії «Cath Kidston» закрилися після банкрутства.[98]
- 30 квітня торгові мережі «Oasis» і «Warehouse» назавжди закрили усі свої магазини та онлайн-магазини, втративши понад 1800 робочих місць.[99]
- Шерон Вайт, керівник мережі «John Lewis & Partners», натякнув, що деякі їхні магазини можуть не відкритися після пандемії.[100]
- Компанія «Debenhams» перейшла під зовнішнє управління.[101]

#### Травень 2020 року
- Обсяги роздрібних продажів почали відновлюватися зі збільшенням на 12,0 % у порівнянні з падінням у попередньому місяці, але продажі все ще знизилися на 13,1 % порівняно з лютим до початку пандемії.[102]
- Компанія «Debenhams» скоротила понад 1000 робочих місць у головному офісі.[103]
- Закриття магазинів внаслідок карантину через коронавірус призвело до щорічних втрат компанії «British Land» у 1,1 мільярда фунтів.[104]

#### Червень 2020
- Компанія «Monsoon» закрила 35 магазинів, поставивши під загрозу звільнення 545 працівників.[105]
- 26 червня перейшла під зовнішню адміністрацію трастова компанія «Intu».[106]

#### Липень 2020
- 1 липня торгівельна мережа «Lewin» повідомила про закриття всіх своїх магазинів, а 600 працівників втратили роботу.[107]
- 19 липня роздрібний продавець одягу класу люкс «Ted Baker» повідомив про скорочення 500 робочих місць.[108]
- 20 липня «Marks & Spencer» оголосила про скорочення 950 робочих місць.[109]
- 24 липня Управління національної статистики Великої Британії повідомило, що роздрібні продажі повернулися на рівень до пандемії.[110]
- Компанія «John Lewis & Partners» повідомила, що 8 магазинів не відкриються після карантину.
- Компанія «Boots» проводила консультації щодо планів скоротити головний офіс і працівників магазинів, а також закрити 48 своїх магазинів «Boots Opticians». Постраждали понад 4000 робочих місць.[111]
- Компанія «Hammerson», орендодавець, якому належать «Bullring» у Бірмінгемі та торговий центр «Brent Cross» на півночі Лондона, заявила, що отримала лише 16 % від орендної плати, що підлягає сплаті в травні та червні, і залучила 300 мільйонів фунтів стерлінгів із своєї кредитної лінії для підтримки бізнесу.[112]
- Британський консорціум роздрібної торгівлі оголосив, що продажі зросли на 3,2 % у липні проти зростання на 0,5 % у липні 2019 року, однак більшу частину це становили онлайн-продажі плюс 2020 рік, який мав додатковий тиждень у січні в календарі управління національної статистики.[113]

#### Серпень 2020 року
- Компанія «DW Sports» перейшла під зовнішню адміністрацію, поставивши під загрозу 1700 робочих місць.[114]
- Мережа «PizzaExpress» розглядала можливість закриття 67 своїх британських ресторанів, що означало б втрату 1100 робочих місць.[115]
- Мережа «Dixons» скоротила 800 посад керівників магазинів.[116]
- Найбільше на той час незалежне туристичне агентство Великої Британії «Hays Travel» скоротило 878 робочих місць після того, як уряд запровадив карантин для прибуваючих з Іспанії.[117]
- 5 серпня компанія «WHSmith» повідомила, що може скоротити 1500 робочих місць після різкого падіння продажів.[118]
- 5 серпня майже 400 робочих місць постраждали в компанії «M&Co.» після її переведенні під зовнішню адміністрацію.[119]
- 11 серпня Британський консорціум роздрібної торгівлі повторно звернувся до уряду Великої Британії з проханням надати грант для сплати орендної плати, заявивши, що роздрібні торговці «борються за існування».[120]
- 11 серпня компанія «Debenhams» оголосила про скорочення ще 2500 робочих місць.[121]
- Управління статистики Великої Британії повідомило, що з початку березня у країні було втрачено понад 730 тисяч робочих місць.[122]
- «NatWest Group» планувала скоротити 550 робочих місць у філіях по всій Великій Британії, та закрити один із офісів, що залишився, у Лондоні.[123]
- 18 серпня компанія «Marks & Spencer» повідомила, що планує скоротити 7 тисяч робочих місць протягом наступних трьох місяців.[124][125]
- Мережа «PizzaExpress» закрила 73 торгові точки, що вплинуло на 1100 робочих місць.[126]

#### Осінь-зима 2020 року
- Зростання роздрібних продажів у Британії сповільнилося в листопаді, коли магазини з продажу товарів не першої необхідності закрилися в рамках чотиритижневого карантину в Англії, але онлайн-продажі змогли заповнити більшу прогалину, ніж під час першого карантину в березні.[127]
- Модні мережі «Peacocks» і «Jaeger» переведені під зовнішню адміністрацію, що поставило під загрозу понад 4700 робочих місць і майже 500 магазинів.[128]
- 30 листопада мережа «Arcadia Group» (власник «Topshop», «Topman», «Burton» і «Dorothy Perkins») переведена під зовнішню адміністрацію.[129]
- Переведення «Arcadia Group» під зовнішню адміністрацію спричинило додатковий ефект, оскільки через день мережа «Debenhams» потрапила під ліквідацію.[130] Це сталося через те, що «JD Sport», останній учасник, що залишився, відмовився від торгів через крах компанії «Arcadia», яка була найбільшим концесійним оператором у «Debenhams».
- Компанія «Bonmarché» втретє переведена під зовнішню адміністрацію.[131]
- Компанія «Primark» показала, що остання хвиля карантину через COVID-19 обійшлася мережі модного одягу в 430 мільйонів фунтів стерлінгів через втрату продажів, але цього тижня відбулося «феноменальне» зростання продажів, оскільки магазинам було дозволено знову відкритися.[132]
- 7 грудня мережа «Frasers Group» заявила, що веде переговори про покупку мережі універмагів «Debenhams» у адміністраторів у рамках угоди про порятунок, щоб запобігти її ліквідації.[133]
- Агентство роздрібної торгівлі «Springboard» стверджувало, що кількість покупок День подарунків знизилася на 57 % порівняно з попереднім (2019) роком.[134]
- Уряд назвав 72 головні вулиці по всій Англії, які були відібрані для отримання 831 мільйона фунтів стерлінгів інвестицій, щоб допомогти фінансувати їх відновлення після наслідків пандемії коронавірусу та захистити робочі місця.[135]

#### Січень 2021 року
- У січні 2021 року продажі впали на 8,2 % у порівнянні з попереднім місяцем — груднем 2020 року. Показово, що всі сектори роздрібної торгівлі, за винятком продуктів харчування та онлайн-магазинів, постраждали від запровадження нових жорстких обмежень у Великій Британії.[136]
- Магазини мережі «Debenhams» закриються назавжди після придбання її інтернет-магазином «Boohoo». Інтернет-магазин «Boohoo» не цікавили магазини на Гай-стріт, 118, або їх працівники.[137]

#### Лютий 2021 року
- Мережа ASOS купила бренди «Topshop», «Topman», «Miss Selfridge» і «HIIT» за 265 мільйонів фунтів стерлінгів, і ще 30 мільйонів фунтів стерлінгів за акції. Магазини (70 магазинів із 2500 працівниками) не були включені до угоди, що призвело до значної втрати робочих місць.[138]

## Контроль ризику
Центри з контролю та профілактики захворювань у США випустили рекомендації для підприємств і роботодавців щодо заходів із запобігання та боротьби з COVID-19 на робочому місці. Рекомендовано наступні засоби технічного контролю, зокрема зміна робочого простору для забезпечення фізичної дистанції, бар'єри з оргскла та покращена вентиляція. Засоби адміністративного контролю включають навчання, перевірку симптомів, регулярне прибирання, уникнення спільного використання обладнання та офісних приміщень, ступінчасті зміни та гнучка політика щодо лікарняних — це стратегії забезпечення безпеки та здоров'я працівників. Залежно від робочих завдань можуть знадобитися засоби індивідуального захисту, зокрема маски або рукавички.